# Baltim
Baltim ( arabe : بلطيم, prononcé : [bɑlˈtˤiːm]) est une ville du gouvernorat de Kafr El Cheikh, sur la côte nord de l'Égypte.

## Histoire
La seconde partie du nom de la ville préserve l'ancien égyptien "fin", partie la plus éloignée (de l'Egypte)".
Baltim a bénéficié de réductions d'impôts au cours du règne du sultan Barquq. Ibn Battuta la nota comme la capitale du district de Burullus, position qu'elle occupa jusqu'à la fin des années 1800.
En 1885, le recensement égyptien a enregistré Baltim comme nahiyah, dans le district d'Aklim el-Borollos, dans le gouvernorat de Gharbia ; à cette date, la population de la ville s'élevait à 4 286 habitants (soit 2 182 hommes et 2 104 femmes).

## Climat
Le climat de Baltim est typique de la frange côtière nord, la plus tempérée d'Égypte. Il est représentatif d'un climat désertique chaud ( Köppen : BWh), mais les vents dominants provenant de la mer Méditerranée tendent à modérer considérablement les températures, rendant ses étés modérément chauds et humides tandis que ses hivers sont doux et modérément humides.
La température la plus chaude enregistrée a eu lieu le 15 avril 1998, soit 41°C, et la température la plus froide a eu lieu le 8 février 2006, soit 2°C.
Port-Saïd, El Qoseir, Baltim, Damietta et Alexandrie ont les plus faibles variations de température de l'Égypte. On peut ajouter que Rafah, Alexandrie, Abu Qir, Rosetta, Baltim, Kafr El Dawwar et Mersa Matruh sont les plus humides
| Climate data for Baltim                           | Climate data for Baltim | Climate data for Baltim | Climate data for Baltim | Climate data for Baltim | Climate data for Baltim | Climate data for Baltim | Climate data for Baltim | Climate data for Baltim | Climate data for Baltim | Climate data for Baltim | Climate data for Baltim | Climate data for Baltim | Climate data for Baltim |
| Mois                                              | Jan                     | Fev.                    | Mar.                    | Avr                     | Mai                     | Juin                    | Juil                    | Août                    | Sep.                    | Oct.                    | Nov.                    | Dec.                    | Année                   |
| ------------------------------------------------- | ----------------------- | ----------------------- | ----------------------- | ----------------------- | ----------------------- | ----------------------- | ----------------------- | ----------------------- | ----------------------- | ----------------------- | ----------------------- | ----------------------- | ----------------------- |
| Record élevé°C (°F)                               | 27 (81)                 | 31 (88)                 | 36 (97)                 | 41 (106)                | 38 (100)                | 40 (104)                | 39 (102)                | 39 (102)                | 39 (102)                | 38 (100)                | 34 (93)                 | 29 (84)                 | 41 (106)                |
| Moyenne élevée °C (°F)                            | 17.8 (64.0)             | 18.3 (64.9)             | 20.6 (69.1)             | 23.2 (73.8)             | 26.3 (79.3)             | 29.3 (84.7)             | 30 (86)                 | 30.7 (87.3)             | 29.2 (84.6)             | 27.5 (81.5)             | 24.3 (75.7)             | 19.6 (67.3)             | 24.7 (76.5)             |
| Moyenne journalière°C (°F)                        | 14.4 (57.9)             | 14.6 (58.3)             | 16.5 (61.7)             | 18.5 (65.3)             | 21.5 (70.7)             | 24.8 (76.6)             | 26.3 (79.3)             | 27 (81)                 | 25.3 (77.5)             | 23.5 (74.3)             | 20.2 (68.4)             | 16 (61)                 | 20.7 (69.3)             |
| Moyenne basse °C (°F)                             | 11.1 (52.0)             | 10.9 (51.6)             | 12.4 (54.3)             | 13.8 (56.8)             | 16.7 (62.1)             | 20.4 (68.7)             | 22.6 (72.7)             | 23.4 (74.1)             | 21.5 (70.7)             | 19.5 (67.1)             | 16.2 (61.2)             | 12.4 (54.3)             | 16.7 (62.1)             |
| Record bas °C (°F)                                | 3 (37)                  | 2 (36)                  | 4 (39)                  | 9 (48)                  | 9 (48)                  | 12 (54)                 | 19 (66)                 | 12 (54)                 | 13 (55)                 | 13 (55)                 | 10 (50)                 | 7 (45)                  | 2 (36)                  |
| precipitations moyennes mm (inches)               | 47 (1.9)                | 29 (1.1)                | 12 (0.5)                | 3 (0.1)                 | 3 (0.1)                 | 0 (0)                   | 0 (0)                   | 0 (0)                   | 1 (0.0)                 | 9 (0.4)                 | 21 (0.8)                | 49 (1.9)                | 174 (6.8)               |
| Source 1: Climate-Data.org[6]                     |                         |                         |                         |                         |                         |                         |                         |                         |                         |                         |                         |                         |                         |
| Source 2: Voodoo Skies for record temperatures[5] |                         |                         |                         |                         |                         |                         |                         |                         |                         |                         |                         |                         |                         |

Une autre source (infra) rapporte moins de températures variables et plus de précipitations, ce qui le classerait dans la catégorie des climats de steppe chaude (BsH) selon le système de classification climatique de Koppen.
| Climate data for Baltim             | Climate data for Baltim | Climate data for Baltim | Climate data for Baltim | Climate data for Baltim | Climate data for Baltim | Climate data for Baltim | Climate data for Baltim | Climate data for Baltim | Climate data for Baltim | Climate data for Baltim | Climate data for Baltim | Climate data for Baltim | Climate data for Baltim |
| Mois                                | Jan                     | Fev.                    | Mar.                    | Avr                     | Mai                     | Juin                    | Juil                    | Août                    | Sep.                    | Oct.                    | Nov.                    | Dec.                    | Année                   |
| ----------------------------------- | ----------------------- | ----------------------- | ----------------------- | ----------------------- | ----------------------- | ----------------------- | ----------------------- | ----------------------- | ----------------------- | ----------------------- | ----------------------- | ----------------------- | ----------------------- |
| Record élevé°C (°F)                 | 24 (75)                 | 25 (77)                 | 30 (86)                 | 31 (88)                 | 36 (97)                 | 35 (95)                 | 35 (95)                 | 33 (91)                 | 33 (91)                 | 31 (88)                 | 28 (82)                 | 25 (77)                 | 36 (97)                 |
| Moyenne élevée °C (°F)              | 18 (64)                 | 17 (63)                 | 18 (64)                 | 20 (68)                 | 23 (73)                 | 25 (77)                 | 27 (81)                 | 28 (82)                 | 28 (82)                 | 26 (79)                 | 22 (72)                 | 19 (66)                 | 23 (73)                 |
| Moyenne journalière°C (°F)          | 16 (61)                 | 16 (61)                 | 17 (63)                 | 18 (64)                 | 22 (72)                 | 24 (75)                 | 26 (79)                 | 27 (81)                 | 26 (79)                 | 24 (75)                 | 21 (70)                 | 18 (64)                 | 21 (70)                 |
| Moyenne basse °C (°F)               | 14 (57)                 | 14 (57)                 | 15 (59)                 | 16 (61)                 | 19 (66)                 | 22 (72)                 | 24 (75)                 | 25 (77)                 | 24 (75)                 | 23 (73)                 | 20 (68)                 | 17 (63)                 | 19 (67)                 |
| Record bas °C (°F)                  | 5 (41)                  | 5 (41)                  | 8 (46)                  | 11 (52)                 | 15 (59)                 | 18 (64)                 | 21 (70)                 | 22 (72)                 | 21 (70)                 | 18 (64)                 | 15 (59)                 | 10 (50)                 | 5 (41)                  |
| precipitations moyennes mm (inches) | 55.8 (2.20)             | 39.2 (1.54)             | 15.5 (0.61)             | 6.0 (0.24)              | 3.1 (0.12)              | 0.0 (0.0)               | 0.0 (0.0)               | 0.0 (0.0)               | 0.0 (0.0)               | 15.5 (0.61)             | 42.0 (1.65)             | 58.9 (2.32)             | 236 (9.29)              |
| Source: MSN[7]                      |                         |                         |                         |                         |                         |                         |                         |                         |                         |                         |                         |                         |                         |

## Ressources gazières
Un champ gazier a été découvert dans les eaux de Baltim sud ouest en juin 2016. Le champ est situé dans des eaux peu profondes à 12 kilomètres au large de la côte méditerranéenne égyptienne dans le bail de développement Baltim South.
Mis en service en un temps record en janvier 2018, 19 mois seulement après l'approbation de la décision finale d'investissement (FID), le champ produit désormais avec un taux initial de 100 millions de pieds cubes standard par jour (scf/j) à partir d'une nouvelle plate-forme offshore connectée à l'usine à gaz terrestre existante d'Abu Madi via un nouveau pipeline de 44 km de long et 26 pouces de diamètre.
Le programme de développement prévoit le forage de cinq puits supplémentaires dans le but d'atteindre un objectif de production de 500 millions de pieds cubes/j d'ici le deuxième trimestre 2020. Les volumes produits par Baltim South West contribueront à l'exportation de gaz naturel de l'Égypte. Le potentiel gazier global de la région est d'environ 3 000 milliards de pieds cubes de gaz, dont environ 2/3 se trouvent dans le champ de Nooros et le reste dans le sud-ouest de Baltim.

## Voir également
- Bataille de Baltim
- Côte nord de l'Egypte
- Climat de l'Egypte
- Géographie de l'Egypte
- mer Méditerranée
- Liste des villes et villages d'Egypte